# Mahasthamaprapta

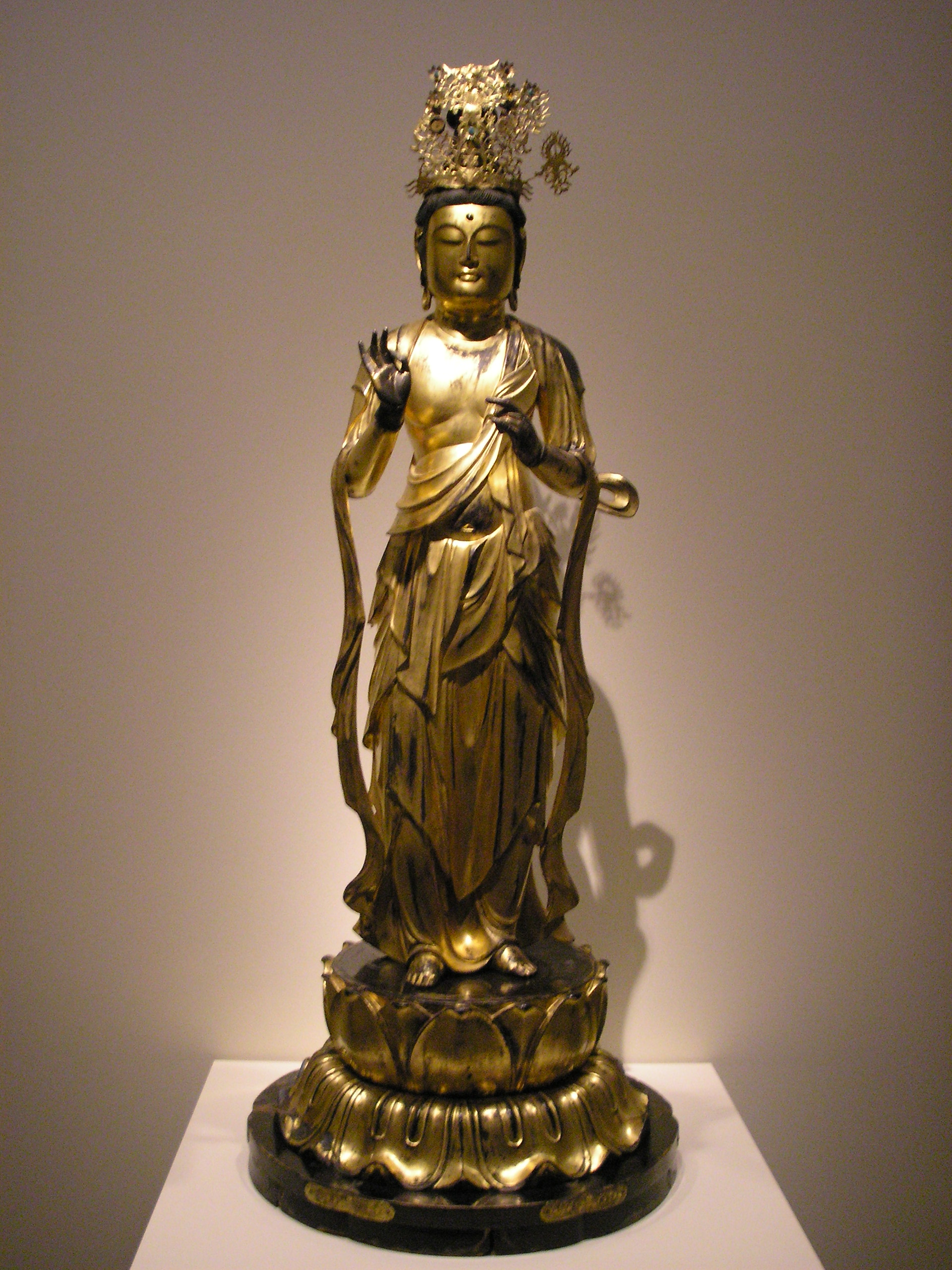
Seishi, art japonais, 1705 (époque d'Edo)

Mahasthamaprapta, littéralement « arrivée d'une grande puissance », (sk. Mahāsthāmaprāpta, ch: Dàshìzhì 大勢至; ou dàshìzhì púsà 大勢至菩薩, jp: Seishi 勢至), est un grand bodhisattva du Paradis Occidental de la Béatitude (sk. Sukhāvatī. ch. Xīfāng jílè shìjiè 西方極樂世界). Il aide le bouddha Amitābha à accueillir tous ceux qui ont rempli les conditions pour aller dans ce paradis merveilleux admiré et loué par les bouddhas de toutes les directions. L'école de la Terre Pure le vénère avec Amitābha et le grand bodhisattva Avalokiteśvara comme l'un des Trois Saints de l'ouest (ch. Xīfāng sānshèng 西方三聖). Dans la triade, il est l'acolyte qui se tient à la gauche d'Amitābha, et représente le pouvoir de la sagesse, tandis qu'Avalokiteśvara est l'acolyte à la gauche d'Amitābha, et représente la grande compassion.
Ayant réussi à arriver à la dixième terre de bodhisattva en concentrant son esprit sur le bouddha Amitābha et en récitant son nom, il est considéré comme le premier patriarche de l'école de la Terre pure. 
Dans le bouddhisme chinois, comme Avalokiteśvara, il est souvent représenté  sous forme féminine. 
Son association avec Amitābha et Avalokiteśvara se base sur les textes suivants : 
- Canon de l’école de la Terre Pure : Le grand Sūtra de Vie-Infinie, (sk. Mahāyāna Amitāyus sūtra, ch. Dàchéng wúliàngshòu jīng 《大乘無量壽經》)， Sūtra des contemplations de Vie-Infinie, (sk. Vipaśyana Amitāyus sūtra, ch. Guān wúliàngshòu jīng 《觀無量壽經》).
- Shurangama Sutra, (ch. Léngyán jīng 《楞嚴經》), dans ce soutra, ce grand bodhisattva relate qu'il est parvenu à l’illumination grâce à la récitation constante du nom du bouddha Amitābha ou de la formule Nāmo Amitābhāya en concentrant son esprit sur ce bouddha.
- Sūtra de la grande compassion [4] dans lequel le futur Amitābha est un roi protecteur du dharma dont les quatre fils sont Avalokiteśvara, Mahāsthāmaprāpta, Mañjuśrī et Samantabhadra. Lorsqu’il accède à l’état de bouddha, ses deux fils aînés deviennent ses acolytes.

Mahāsthāmaprāpta est aussi l’un des Treize bouddhas de l’école japonaise Shingon où il apparaît dans le mandala du monde de la matrice Mantra : Om sam jam jam sah svâhâ (Skt.). 
Le fondateur de l'école bouddhiste jōdo shū, Honen Shonin, est parfois considéré comme son incarnation.
Par ailleurs, le Sutra du Lotus le compte au nombre de ceux qui s'assemblèrent sur le Pic du Vautour pour écouter le prêche de Shākyamuni. Le Gautama Bouddha lui dédie le chapitre XX qui illustre l'étendue de la compassion. Le Commentaire du Sūtra du Lotus  rédigé par Guàndǐng 灌頂(561-632), patriarche du courant Tiantai, compare Avalokiteśvara au Soleil et Mahāsthāmaprāpta à la Lune.